# Tui Oliveira
Tui Francisco Andrade de Oliveira (Belo Horizonte, 4 de outubro de 1988 - Belo Horizonte, 3 de novembro de 2017) foi um atleta paralímpico de vela adaptada brasileiro Teve sua carreira no esporte iniciada em 2006.

## Principais conquistas
- Eleito velejador paralímpico de 2015
- Campeão brasileiro de vela adaptada 2015 CBVA
- Campeão brasileiro de vela adaptada 2014 CBVA
- Campeão da Semana Internacional del Yachting de Mar del Plata, Argentina 2012  ISAF.
- Campeão brasileiro de vela adaptada 2012 CBVA
- Campeão mineiro de vela adaptada 2012 AMVA

Teve participação nos seguintes campeonatos mundiais como representante do Brasil: 
- Estados Unidos 2007[2] IFDS
- Inglaterra 2011[3] IFDS
- França 2013[4] ISAF
- Irlanda 2013[5] IFDS
- Holanda 2015 ISAF
- Holanda 2016 IFDS